# Battaglia di Bouvines
La battaglia di Bouvines fu combattuta il 27 luglio 1214 e rappresentò lo scontro decisivo della guerra anglo-francese del 1213-1214. In essa, l'esercito francese, comandato dal re Filippo II Augusto di Francia, inflisse una pesante sconfitta ad una forza alleata ben più numerosa, guidata dall'imperatore del Sacro Romano Impero Ottone IV Welfen.
Si trattò del primo grande conflitto tra coalizioni di eserciti nazionali in Europa, oltre che una delle rare battaglie campali del Basso Medioevo. Le stime sul numero dei soldati che vi presero parte variano considerevolmente tra gli storici moderni.
Lo scontro avvenne nei pressi della città di Bouvines, posta tra Lilla e Tournai, a circa 10 km dal confine belga e oggi parte della Francia, ma nel XIII secolo appartenente alla Contea delle Fiandre.
All'inizio del 1214, contro Filippo Augusto si era formata una coalizione composta dall'imperatore, da re Giovanni d'Inghilterra, dal conte Ferdinando di Fiandra, dal conte Rinaldo di Dammartin, dal duca Enrico I di Brabante, dal conte Guglielmo I d'Olanda, dal duca Teobaldo I di Lorena e dal duca Enrico III di Limburgo. L'obiettivo degli alleati era riconquistare i territori guadagnati da Filippo durante i primi anni del suo regno.
Dopo le prime manovre condotte alla fine di luglio, il 27 dello stesso mese venne combattuta la vera e propria battaglia nei pressi di Bouvines. La lunga colonna alleata si schierò lentamente in ordine di battaglia, mettendosi così in una posizione di svantaggio. La disciplina e il superiore addestramento dei cavalieri francesi permisero loro di effettuare una serie di cariche devastanti, mandando in frantumi l'ala sinistra alleata, composta da cavalieri fiamminghi. Al centro, le truppe di cavalleria e fanteria alleate, guidate da Ottone, riuscirono a cogliere un iniziale successo, disperdendo la fanteria francese e quasi riuscendo ad uccidere Filippo. Un contrattacco dei cavalieri francesi, tuttavia, riuscì a distruggere la fanteria alleata, che si trovava isolata, e l'intera divisione posta sotto il comando di Ottone dovette indietreggiare. Ottone fuggì dalla battaglia e i suoi cavalieri furono pesantemente attaccati e sconfitti da quelli francesi. Con il centro e l'ala sinistra in rotta, solo i soldati dell'ala destra alleata, guidati da Rinaldo di Dammartin e Guglielmo Longespée, riuscirono a resistere per qualche tempo, finché non vennero anche loro uccisi, catturati o costretti a darsi alla fuga.
La schiacciante vittoria francese fece naufragare le speranze inglesi e fiamminghe di riconquistare i territori perduti. Avendo perso ogni credibilità come imperatore in seguito alla battaglia, Ottone IV fu deposto da papa Innocenzo III e sostituito con Federico II di Svevia al trono imperiale. A seguito del trattato di Chinon, re Giovanni fu costretto a cedere l'Angiò a Filippo insieme alla Bretagna, al Maine e alla Turenna sancendo di fatto il crollo definitivo dell'Impero angioino. Gli inglesi conservarono in Francia solo la Guienna, che comprendeva la parte occidentale del ducato di Guascogna e una piccola porzione dell'Aquitania sud-occidentale. Il disastro di Bouvines alterò per sempre la situazione politica in Inghilterra, con il re talmente indebolito da essere costretto dai suoi baroni scontenti ad accettare nel 1215 la Magna Charta Libertatum. I conti Ferrand, Renaud e Longespee vennero catturati e imprigionati. Gli equilibri di potere cambiarono, con i papi del XIII secolo che cercarono sempre più il sostegno di una Francia che stava diventando sempre più potente. Anche grazie a questa grande vittoria, Filippo era riuscito ad espandere i territori della Corona francese tanto che alla fine del suo regno, nel 1223, non solo aveva gettato le basi per l'affermazione della superiorità dei Capetingi in Europa che contrassegnò gran parte del Basso Medioevo, ma anche per l'instaurarsi del modello politico noto come "assolutismo" che caratterizzò l'Ancien Régime.

## Cause
La guerra tra il Regno di Francia e il Sacro Romano Impero, alleato con l'Inghilterra e con la contea delle Fiandre, scoppiò in seguito ai contrasti avvenuti fra l'imperatore Ottone IV ed il papa Innocenzo III che portarono alla scomunica dell'imperatore. La scomunica, durante il Medioevo, non era un fatto solamente religioso ma anche fortemente politico, in quanto i vassalli giuravano fedeltà all'imperatore, ma tale giuramento non era più vincolante verso persone scomunicate. Quindi un imperatore scomunicato perdeva, teoricamente, il proprio potere politico. Il papa si appoggiava politicamente contro l'imperatore al re di Francia Filippo II, quindi la prima azione che Ottone doveva effettuare, per poter eliminare la propria scomunica senza ravvedimento, era togliere il sostegno francese al papa.
Gli interessi degli alleati dell'imperatore convergevano con lo stesso in quanto il re d'Inghilterra ed il conte di Fiandra erano vassalli del re di Francia, riguardo ai loro possedimenti francesi (gli interessi inglesi nei confronti dei territori d'oltremanica erano evidenti già dai tempi di Enrico II). Il fatto di poter togliere potere al re avrebbe automaticamente aumentato il potere dei vassalli. Inoltre Ottone IV e il re d'Inghilterra Giovanni Senzaterra erano legati da vincoli di parentela, in quanto la madre di Ottone (Matilde d'Inghilterra) era sorella di Giovanni.

## Antefatto
Sembra che i piani della campagna militare fossero stati predisposti da Giovanni, che era il perno della coalizione; la sua idea generale era quella di attirare il re di Francia lontano da Parigi (il centro di potere - o, per parlare in termini moderni, la base logistica - di Filippo Augusto, il cui controllo avrebbe messo in crisi l'esercito francese), in direzione sud, tenendolo occupato lui stesso mentre il grosso dell'esercito guidato dall'imperatore Ottone IV con i conti dei Paesi Bassi si sarebbe diretto da nord verso Parigi. In un primo tempo questo piano strategico venne applicato per quanto riguarda il ruolo di Giovanni ma gli alleati a nord si mossero lentamente. Giovanni però dopo due scontri col suo mortale nemico, il re di Francia, il 3 luglio volse le spalle ai suoi possedimenti in Aquitania: sconfitto il giorno precedente alla battaglia di la Roche-aux-Moines vicino ad Angers temeva di vedersi tagliare la strada del ritorno. Quando tre settimane dopo, l'imperatore concentrò finalmente le sue truppe a Valenciennes, Giovanni era uscito di scena e nel frattempo Filippo Augusto si era a sua volta diretto a nord ricompattando le proprie forze. A questo punto fu lo stesso Filippo a prendere l'iniziativa e manovrando in modo da avere un terreno per combattere favorevole alla cavalleria si presentò per la battaglia, il 27 luglio, nella piana che si stende a est di Bouvines e del fiume Marque.
L'esercito imperiale si dispose avendo Bouvines di fronte a sé in direzione sudovest con la cavalleria pesante alle ali e la fanteria ammassata al centro che poteva contare sul sostegno dei corpi di cavalleria guidati dall'imperatore stesso. In totale si calcola che le forze in campo fossero di circa 9 000 unità tra cavalleria pesante e fanti a piedi. L'esercito francese (meno di 7 000 tra cavalieri e fanti) si dispose esattamente di fronte con una formazione analoga: cavalleria alle ali, fanteria comprese le milizie cittadine (milice des communes) al centro e Filippo con la cavalleria di riserva e lo stendardo reale, l'Oriflamme, dietro alle truppe a piedi.

## Ordine di battaglia

### Francesi
L'esercito francese comprendeva 1200-1360 cavalieri (di cui 765 provenienti dai territori della Corona) e 300 sergenti a cavallo. Filippo aveva lanciato un appello ai comuni del nord della Francia per ottenere il loro appoggio e 16 di essi su 39 avevano risposto alla chiamata alle armi fornendo un totale di 3160 fanti di cui 250 provenienti da Amiens, 1000 da Arras, 500 da Beauvais, 200 da Compiegne, 200 da Corbie, 120 da Bruyeres, 80 da Cerny e Crepy-en-Laonnais, 40 da Crandelain, 80 da Hesdin, 150 da Montreuil-sur-Mer, 150 da Noyon, 100 da Roye, 160 da Soissons e 50 da Vailly. Il resto della fanteria, forse altri 2000 uomini, era composto da soldati mercenari. Gli altri comuni del demanio reale avrebbero dovuto fornire ulteriori 1980 fanti vi sono dubbi che lo avessero fatto. In totale, l'esercito reale contava circa 6000-7000 uomini. L'alfiere reale del Giglio fu Galore di Montigny
L'esercito reale era diviso in tre parti, o "battaglie" (divisioni):
- L'ala destra, composta dai cavalieri di Champagne e Borgogna, era comandata da Eudes, duca di Borgogna, e dai suoi luogotenenti: Guglielmo III di Châtillon, conte di Saint-Pol, il conte Guglielmo I de Sancerre, il conte di Beaumont, Matteo di Montmorency e Adamo II Visconte di Melun. Nella parte anteriore dell'ala destra c'erano uomini d'arme e milizie della Borgogna, della Champagne e della Piccardia guidati da 150 sergenti a cavallo di Soissons.
- La parte centrale era guidata da Filippo Augusto e dai suoi principali cavalieri: Guglielmo II di Barres, Barolomeo de Roye, Girard Scophe, Guglielmo de Garland, Enguerrand III di Coucy e Gauthier II de Villebéon. Di fronte al re e ai suoi 175 cavalieri vi erano 2150 fanti provenienti dalle città dell'Île de France e della Normandia.
- L'ala sinistra era guidata da Roberto III di Dreux con l'aiuto del conte Guglielmo di Ponthieu. Il corpo principale dell'ala sinistra era costituito da bretoni e milizie di Dreux, Perche, Ponthieu e Vimeux.
- Il ponte di Bouvines, unica via di ritirata attraverso le paludi, era sorvegliato da 150 sergenti d'armi, che formavano anche la riserva francese.

### Alleati
L'esercito di Ottone era composto da circa 1300–1500 cavalieri, di cui 600–650 fiamminghi, 425–500 della contea di Hainaut e i restanti 275–350 provenienti da altre parti. L'imperatore schierò anche circa 7500 fanti, per una forza totale di poco meno di 9000 uomini. Anche l'esercito imperiale fu schierato in tre parti (o battaglie):
- Il fianco sinistro, sotto il comando di Ferdinando di Fiandra con i suoi cavalieri fiamminghi guidati da Arnaud di Oudenaarde. La fanteria proveniva dalle Fiandre e dall'Hainaut.
- Il centro era sotto il comando di Ottone e di Teobaldo I di Lorena, Enrico I di Brabante e Filippo II di Namur. Questo era composto da molti sassoni e soldati di fanteria provenienti dal Ducato di Brabante e della Germania. Nella parte anteriore della battaglia vi erano falangi di picche tedesche. La fanteria sassone formava la seconda linea. Ottone si posizionò in mezzo a questi insieme a 50 cavalieri tedeschi.
- Il fianco destro, sotto il comando di Rinaldo di Dammartin, comprendeva la fanteria del Brabante e i cavalieri inglesi, questi ultimi sotto il comando del conte di Salisbury, Guglielmo Longespée.
- All'estrema destra, gli arcieri inglesi sostenevano il fianco, sia della fanteria del Brabante che dei nobili dei due Lorena (cioè del Ducato di Lorena e della Contea di Bar).

## La battaglia
La battaglia ebbe luogo di domenica, il che contravveniva alla "Tregua di Dio", e non è chiaro a quale dei due schieramenti si debba questa infrazione. Secondo i Francesi sarebbero stati gli eserciti della coalizione ad avere preso l'iniziativa.
La battaglia ebbe inizio con un confuso scontro tra le opposte cavallerie sull'ala destra francese in cui si osservarono (e vennero tramandati con i maggiori particolari nelle cronache) più episodi singoli di valore cavalleresco che reali tentativi di azione coordinata. Il combattimento decisivo ebbe luogo tra i due centri; la fanteria fiamminga respinse i Francesi. Filippo condusse la riserva di cavalleria, composta da nobili e cavalieri, per riscattare la giornata e dopo un combattimento lungo ed incerto, in cui egli stesso venne disarcionato e corse il rischio di perire, cominciò a respingere i Fiamminghi. Nel frattempo i feudatari francesi sull'ala sinistra avevano nettamente sconfitto le forze imperiali a loro contrapposte, e Guglielmo Longespée, conte di Salisbury, che comandava l'ala destra della cavalleria alleata venne disarcionato e fatto prigioniero da Philippe de Dreux, vescovo di Beauvais.
Sull'ala opposta, i Francesi finirono per mettere in rotta la cavalleria fiamminga e catturarono Ferrante, conte di Fiandra, uno dei capi della coalizione. Al centro lo scontro era nel frattempo diventato una mischia tra le due riserve di cavalleria comandate dai due sovrani in persona. Anche qui le forze imperiali subirono una sconfitta, con Ottone che si salvò solo grazie alla devozione di un piccolo gruppo di cavalieri sassoni. Lo stendardo con l'aquila imperiale cadde nelle mani dei Francesi. L'esito della giornata era già deciso a favore dei Francesi quando le loro ali cominciarono a richiudersi verso il centro in modo da tagliare la ritirata del centro imperiale. La battaglia si concluse con la celebre resistenza di Reginaldo di Boulogne, già vassallo del Re Filippo, che formò un cerchio di settecento picchieri del Brabante grazie ai quali non solo respinse ogni attacco della cavalleria francese ma poté egli stesso effettuare diverse cariche o sortite con la sua piccola forza di cavalleria. Ma alla fine, quando già da molto tempo l'esercito imperiale aveva iniziato la ritirata, questa valorosa formazione a schiltron venne sopraffatta e distrutta da una carica di tremila uomini. Nella mischia che ne seguì Reginaldo fu fatto prigioniero; tra i prigionieri vi furono anche altri due conti, Ferdinand e Guglielmo Longespée, venticinque baroni e più di cento cavalieri. Le perdite ammontarono a circa 170 cavalieri dalla parte degli sconfitti e alcune migliaia di fanti di ambo le parti.

## Conseguenze

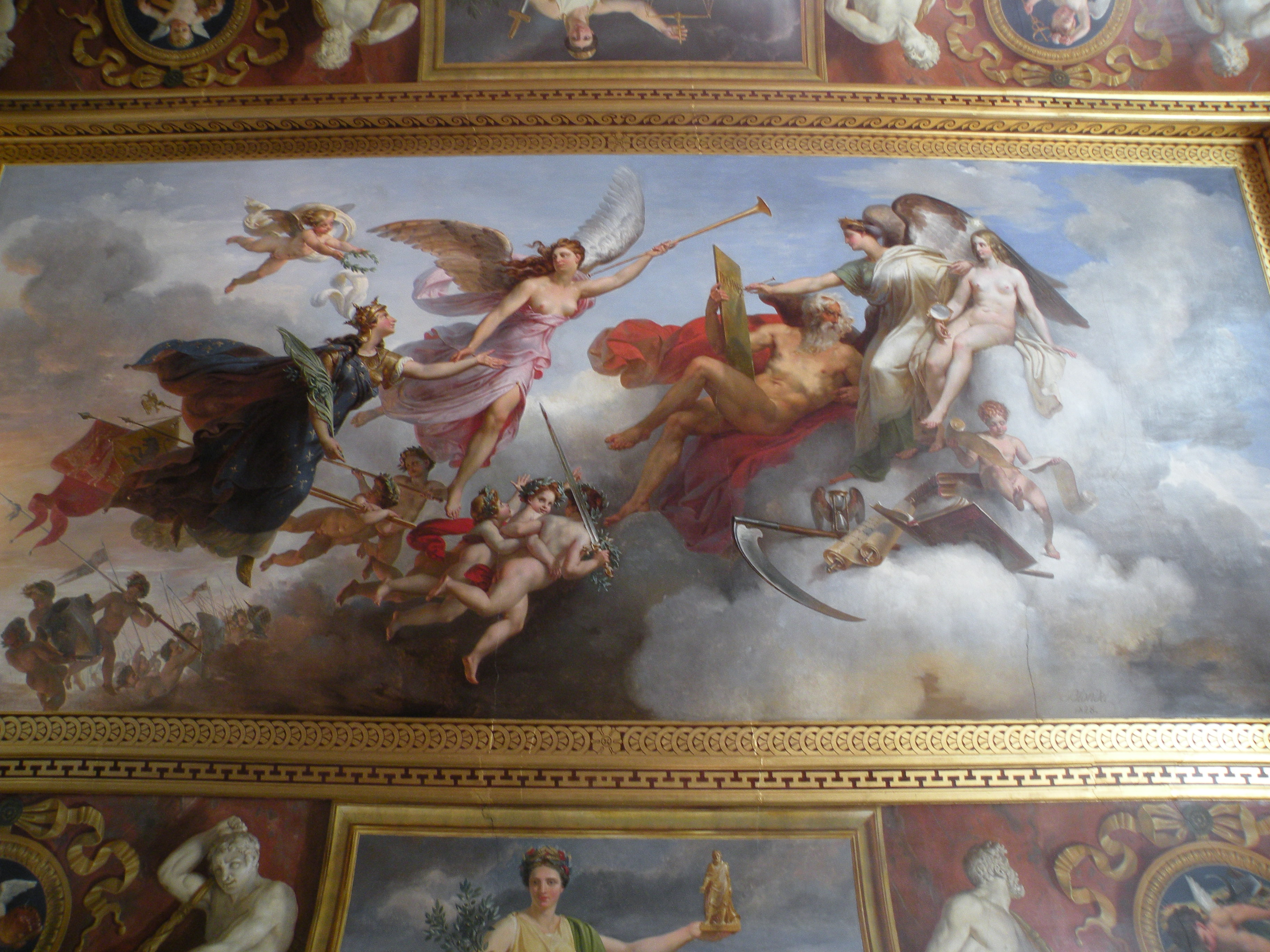
La Francia vince a Bouvines, dipinto allegorico di Merry-Joseph Blondel, 1828, al Louvre

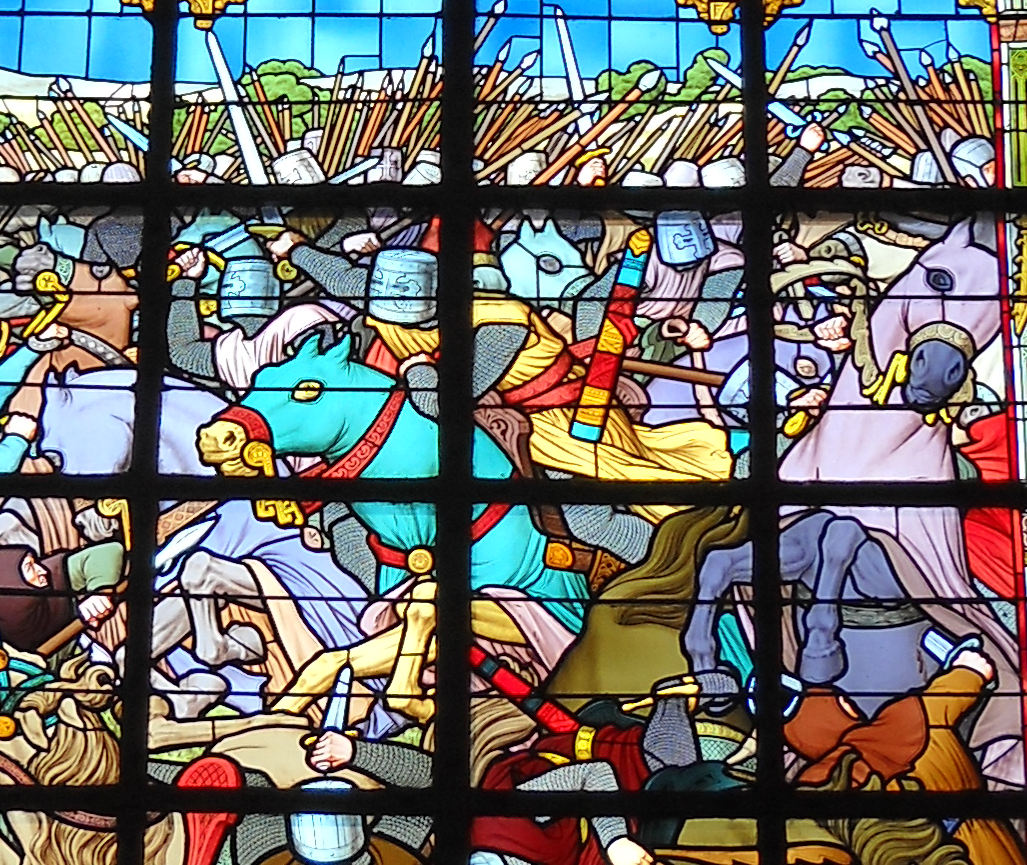
Dettaglio di una vetrata realizzata nel 1914 per la chiesa di Bouvines

I francesi persero due cavalieri mentre i caduti tra la fanteria non vennero registrati. Gli Alleati ebbero 169 cavalieri uccisi e perdite "pesanti" ma non quantificate tra la fanteria compresi tra 400 e 700 fanti del Brabante uccisi. Oltre a Reginaldo di Boulogne furono fatti prigionieri dai francesi due conti, Hainaut Ferrand e William Longespée, venticinque baroni e un centinaio di cavalieri.
La secca sconfitta subita dall'alleanza portò a conseguenze durature e di importanza fondamentale per tutta la storia europea, mettendo fine alle mire sia di Ottone sia di re Giovanni sulla Francia. Secondo Jean Favier, Bouvines è «una delle battaglie più decisive e simboliche della storia della Francia». Per Philippe Contamine «la battaglia di Bouvines ebbe conseguenze importanti e un grande impatto». Ferdinand Lot la definì una «Austerlitz medievale».
Filippo tornò a Parigi da trionfatore, facendo sfilare dietro di sé i suoi prigionieri in una lunga processione mentre i suoi sudditi si accalcavano lungo le strade per salutarlo. Anche se contestato successivamente dai suoi vassalli, il re di Francia, non rischiò più di diventare un "primus inter pares" ma acquisì un predominio su quello che poi sarebbe diventato il territorio francese, che non corse più pericoli reali fino alla Guerra dei cent'anni; quindi, in pratica la battaglia di Bouvines pose le fondamenta di quella che sarebbe diventata la nazione francese.
All'indomani della battaglia, Ottone si ritirò nel suo castello di Harzburg e fu costretto ad abdicare e a cedere l'Impero a Federico II di Svevia, questi appoggiato dal papa e già riconosciuto come imperatore nel sud un anno e mezzo prima. Il conte Ferdinando rimase prigioniero dopo la sconfitta, mentre il re Giovanni d'Inghilterra ottenne una tregua di cinque anni a condizioni molto clementi date le circostanze.
La vittoria decisiva di Filippo fu cruciale per lo scenario politico dell'Inghilterra. La battaglia pose fine ad ogni speranza di restaurazione dell'Impero angioino mentre lo sconfitto re Giovanni fu costretto a firmare il trattato di Chinon e dover far ritorno in Inghilterra, dove dovette affrontare i baroni. Uscito fortemente indebolito dagli avvenimenti e per evitare che potesse effettuare nuove azioni contrarie al parere dei suoi consiglieri, il re inglese fu costretto a concedere la Magna Charta Libertatum, un documento fondamentale alla base della concezione costituzionalista, che prevede la limitazione del potere del sovrano, che sarà la caratteristica primaria dei regimi democratico-liberali occidentali.

## Celebrazioni
Come ringraziamento per la vittoria, Filippo Augusto fondò nel 1222 l'Abbazia di Notre Dame de la Victoire tra Senlis e Mont l'Evêque. Nel 1914, in occasione del settimo centenario, il politico francese Félix Dehau fece ricostruire la chiesa parrocchiale di Bouvines con alcune vetrate che rappresentano la storia della battaglia. Nel 2014, l'ottavo centenario è stato commemorato a Bouvines da un'associazione chiamata "Bouvines 2014". Una serie di eventi, tra cui una cerimonia ufficiale e uno spettacolo chiamato "Bouvines la Bataille", hanno attirato più di 6000 spettatori a Bouvines.

## Nella cultura di massa
Tra le opere ambientate nel contesto della battaglia si annoverano La domenica di Bouvines (1973) di Georges Duby e la serie di romanzi Hyperversum (2006-2019) di Cecilia Randall.